# Martin Wallström (konstnär)
Martin Bernhard Wallström, född 19 januari 1843 i Valla socken på Tjörn, Bohuslän, död 23 mars 1917 i Lödöse, Västergötland, var en svensk kyrkomålare och skulptör. 
Han var gift med Anna Britta Andersdotter samt far till dekorationsmålaren Karl Teodor Wallström. Han var ett känt namn som kyrkokonstnär i Västsverige, förutom nya dekorationer ägnade han sig främst år restaureringsuppgifter av äldre kyrkomålningar. 